# Kristian Kjelling
Kristian Cato Walby Kjelling (Oslo, 8. rujna 1980.) je norveški rukometni reprezentativac i član španjolskog prvoligaša Portland San Antonia. Osvajač je "King kupa" s Ademar Leonom.